# Madhuca penicillata
Madhuca penicillata là một loài thực vật có hoa trong họ Hồng xiêm. Loài này được (King & Gamble) H.J.Lam mô tả khoa học đầu tiên năm 1925.